# Condado de Burt
El condado de Burt (en inglés, Burt County) es un condado del estado de Nebraska, Estados Unidos. Tiene una población estimada, a mediados de 2022, de 6755 habitantes.
La sede del condado es Tekamah.

## Geografía
Según la Oficina del Censo, el condado tiene una superficie total de 1287 km², de los que 1273 km² son tierra y 14 km² son agua.

### Condados adyacentes
- Condado de Thurston - norte
- Condado de Monona, Iowa - noreste
- Condado de Harrison, Iowa - sureste
- Condado de Washington - sur
- Condado de Dodge - suroeste
- Condado de Cuming - oeste

## Demografía

### Censo de 2020
Según el censo de 2020, en ese momento había 6722 habitantes en el condado. El 92.95% de los habitantes eran blancos, el 0.33% eran afroamericanos, el 0.52% eran asiáticos, el 1.23% eran amerindios, el 0.25% eran isleños del Pacífico, el 0.76% eran de otras razas y el 3.96% eran de una mezcla de razas. Del total de la población, el 2.56% eran hispanos o latinos de cualquier raza.

### Censo de 2000
Según el censo de 2000, los ingresos medios de los hogares del condado eran de $33,954 y los ingresos medios de las familias eran de $40,515. Los hombres tenían ingresos por $28,750 dólares frente a los $20,663 que percibían las mujeres. Los ingresos por habitante eran de $16,654. Alrededor del 8.90% de la población estaba bajo el umbral de pobreza nacional.

## Ciudades y villas
- Craig
- Decatur
- Lyons
- Oakland
- Tekamah